# Flaga stanowa Utah
Flaga stanowa Utah – flaga amerykańskiego stanu Utah.

## Symbolika
Flaga składa się z poziomych trzech pasów. Górny niebieski, reprezentuje jednocześnie niebo, jeziora stanowe, oraz podstawowe zasady, takie jak wiara, wiedza, wolność, optymizm i tradycja. Środkowy biały pas, którego górna część posiada 5 ząbków, a dolna część jeden, reprezentuje zaśnieżone szczyty gór Utah, a jednocześnie symbolizuje pokój, oraz rdzennych Indian. Dolny czerwony pas reprezentuje natomiast Czerwony Kanion oraz krajobraz południa stanu. Na środku flagi znajduje się niebieski sześciokąt ze złotą obręczą, który reprezentuje jednocześnie plastry miodu, oraz wspólnotę ludzi Utah. W heksagonie znajduje się złoty Ul symbolizujący przemysł stanowy i historię. Poniżej ula znajduje się pięcioramienna biała gwiazda, oznaczająca iż Utah jest 45 stanem USA.
Obecna flaga została wprowadzona 9 marca 2024 roku.

## Flagi historyczne

### Przed powstaniem stanu

Zrekonstruowana i nieoficjalna flaga stanu Deseret
Alternatywna rekonstrukcja nieoficjalnej flagi stanu Deseret
Flaga terytorium Utah

### Flagi stanowe

Flaga stanowa w latach 1903-1904
Flaga stanowa w latach 1904-1911
Flaga stanowa w latach 1911-1913
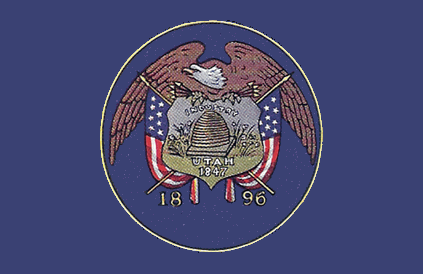
Flaga stanowa w latach 1913-1922
Flaga stanowa w latach 1922-2011
Flaga stanowa w latach 2011-2024